# Ramón Bohigas Roldán
Ramón Bohigas Roldán (Santander, Cantabria, 1956 - Santander, 29 de diciembre de 2018) fue un historiador e investigador medievalista y arqueólogo. Fue catedrático de instituto por oposición, especialidad de Geografía e Historia.

## Trayectoria profesional
Licenciado y doctor en Filosofía y Letras, sección de Historia, por la Universidad de Valladolid, desarrolló su trayectoria profesional como catedrático de instituto, primero en Asturias y después en el Instituto de Educación Secundaria Valle del Saja, en Cabezón de la Sal.
Implicaba a los alumnos en el aprecio por la historia e incluía, en su actividad docente, visitas a las excavaciones en las que participaba. Sus enseñanzas prestigiaron la labor docente en la enseñanza secundaria.
Su actividad investigadora se centró en la arqueología medieval, de la que era un reconocido especialista.
Fue vocal de publicaciones de la Asociación Española de Arqueología Medieval. Miembro del Comité de Redacción de la Revista Sautuola del Instituto de Prehistoria y Arqueología «Sautuola» de Santander. Vicepresidente de la Asociación Cántabra para la Defensa del Patrimonio Subterráneo.
Realizó no menos de 23 proyectos de investigación arqueológica y trabajos arqueológicos de gestión en régimen de dirección o codirección, preferentemente en Cantabria. Fue ponente en congresos de arqueología provinciales y nacionales. Dedicó también atención a la espeleología.
Desarrolló cuantiosos proyectos de recuperación de iglesias, ermitas o despoblados.

Los trabajos arqueológicos tienen como verdadero destino final a la propia sociedad, y que explorar el territorio, identificar las actuaciones en el tiempo, excavar, restaurar, consolidar las ruinas, e investigar, son formas de construir la memoria común para aportar valor y consciencia a la vida de las personas. Conocer y comprender nuestro pasado es el único camino para discernir un mejor futuro. La historia nos ofrece la responsabilidad de tener que estar a la altura de la historia, y el fértil legado patrimonial de nuestra región es una gran herramienta de desarrollo y progreso social, si sabemos valorarlo y conservarlo como se merece.
Ramón Bohigas Roldán.

## Obra
Firmaba sus trabajos como Ramón, si bien su nombre de pila completo era Ramón Fernando.

### Libros
- Bohigas Roldán (1986). Los yacimientos medievales de los montes cantábricos. Asociación Cántabra para la Defensa del Patrimonio Subterráneo. ISBN 78-84-398-6658-9 |isbn= incorrecto (ayuda).
- Asociación Cántabra para la Defensa del Patrimonio Subterráneo; Bohigas Roldán, Ramón (1993). Trabajos de arqueología en Cantabria. Asociación Cántabra para la Defensa del Patrimonio Subterráneo. ISBN 978-84-605-0016-2.
- Marcos Martínez, Javier; Bohigas Roldán, Ramón; Serna Gancedo, A. (1994). San Juan de Socueva : acercamiento a uno de las primeras manifestaciones del cristianismo en Cantabria. Asociación Cántabra para la Defensa del Patrimonio Subterráneo. ISBN 978-84-605-0609-6.
- Bohigas Roldán, Ramón ; coord. (1995). El itinerario de Carlos I ente Treceño, Cabezón de la Sal y Cabuérniga. Cantabria. Bohigas Roldán, Ramón. ISBN 978-84-605-2789-3.
- García Alonso, Manuel; Bohigas Roldán, Ramón (1995). Los materiales arqueológicos del Cerro de Santa María (Castro Urdiales, Cantabria). Tres Diseño Gráfico, S.L. ISBN 978-84-605-3842-4.
- Bohigas Roldán, Ramón et al. (1996). Arqueología en Trespaderne. Asociación Cultural Tedeja. ISBN 978-84-605-5729-6.
- Bohigas Roldán, Ramón et al. (2002). Actuaciones arqueológicas en Cantabria (1987-1999) : arqueología de gestión. Cantabria (Comunidad Autónoma). Consejería de Cultura, Turismo y Deporte. ISBN 978-84-87616-60-0.
- Bohigas Roldán, Ramón ; coord. (2014). El itinerario de Carlos I ente Treceño, Cabezón de la Sal y Cabuérniga. Cantabria. Ajsaja. ISBN 978-84-617-0916-8.
- Ruiz Vélez Ignacio; Bohigas Roldán, Ramón; Bourgon de Izarra, Alfonso (2014). El patrón de poblamiento en las loras burgalesas durante el Bronce final y la primera Edad del Hierro. Diputación de Burgos. ISBN 978-84-617-2036-1.

### Artículos y demás obra
Entre 1975 y 2016 publicó 90 artículos en revistas, colaboró en 48 obras colectivas, realizó una tesis y dirigió otra tesis, coordinó dos publicaciones.